# Hans Schickhardt
Hans Schickhardt (eigentlich Johannes Schickhardt, * 1512 in Herrenberg; † 17. Oktober 1585 in Tübingen) war ein württembergischer Maler, der sich nach seinem längeren Aufenthalt in Stuttgart in Tübingen niederließ, aber weiterhin für den Herzog Ulrich von Württemberg tätig war. Er war der Vater des Malers Apelles Schickhardt und ein Onkel des berühmten Baumeisters Heinrich Schickhardt.

## Leben

### Die frühen Jahre
Hans Schickhardt stammte aus einer großen Herrenberger Kunstschreiner- und Bildschnitzerfamilie. Er war der vierte Sohn von Heinrich Schickhardt dem Älteren und seiner Frau Margreta. Seine Malerausbildung bekam er höchstwahrscheinlich bei Heinrich Füllmaurer. Die älteste Urkunde, die Hans Schickhardt erwähnt, stammt aus dem Anfang des Jahres 1536: als Geselle von Hans Gerngroß wurde er zusammen mit anderen Malern für nicht genannte Arbeiten in Balingen bezahlt.
Seit dem gleichen Jahr lebte er in Stuttgart, wo Gerngroß Hofmaler wurde, weiter als sein Geselle. In Stuttgart war er mit Wandmalereien am Hof beschäftigt, die im Zusammenhang mit den Bauarbeiten entstanden, die Herzog Ulrich nach seiner Rückkehr aus dem Exil anordnete. Es handelte sich um größere Maßnahmen, die Hans Gerngroß leitete. 1536 waren daran ferner Heinrich Füllmaurer, Albert Mayer, Marx Weiß und Erasmus Wenig beteiligt. Ein Jahr später arbeitete Schickhardt an der Ausmalung des herzoglichen Gemachs zusammen mit Hans Gerngroß und Hans Abel.
Aus der gleichen Zeit – 1537 – stammt eine topographische Aufnahme des Engenstaller Tals und Dürrenmettstetten [bei Sulz am Neckar] (zusammen mit Jörg Ziegler). Diese künstlerisch belanglose Arbeit ist eine von zwei überlieferten Arbeiten, die sicher von Hans Schickhardt stammen.

### Tübingen
Seit 1547 wohnte Schickhardt in Tübingen, wo er viele Maleraufträge bekam. Urkundlich werden nur handwerkliche Arbeiten genannt, wie z. B. das Bemalen von Uhrenzeigern. 1550 erwarb Schickhardt das Bürgerrecht der Stadt. Er pflegte jedoch weiterhin Beziehungen zu Herzog Ulrich. 1552/53 malte er in dessen Auftrag 332 Männlein, die die Entwürfe der Winterkleidung für Hofangestellte darstellten – die Hofhierarchie musste sich in der Kleidung widerspiegeln – und 1556/57 kamen 70 Männlein in Sommerkleidung hinzu. 1556/57 bekam er auch mehrere handwerkliche Aufträge von der Stadt Herrenberg: mehrere Uhrentafeln und -zeiger zu bemalen und das fürstliche Wappen zu malen. 1559/60 sollte er den oberen Teil der Rathaustür, die sein Bruder Lucas baute, mit Farben verzieren und vergolden.
1558 wurde er mit dem Malen der Buchstaben „auf das zierlichst“ auf dem Epitaph des jungen Herzogs Maximilian († 17. März 1557, Sohn des Herzogs Christoph) beauftragt.
1564 schuf er im Auftrag des Senats der Universität Tübingen eine Gedächtnistafel für den auf einer Reise nach Paris verstorbenen Kanzler der Universität, Jakob Beurlin. Dies war eine absolute Ausnahme, weil Gedächtnismale bis dahin ausschließlich Sache der Familien der Verstorbenen waren.
Seit 1567 bis zu seinem Tod stand Schickhardt in Diensten des Herzogs, d. h., er war verpflichtet „gewärtig zu sein“, wenn dieser ihn aufforderte zu kommen. Dafür bekam er einen Jahressold von 20 fl.
Seit spätestens 1569 wohnte Schickhardt in eigenem Haus im unteren Bereich der Burgstaig.
Schickhardt erscheint in den Urkunden häufig mit dem Baumeister Aberlin Tretsch als maßgebend bei Bewertungen und bei Verdingen (Festlegen der Vergütungen und Vergabe der Aufträge), er muss somit ein angesehener Künstler gewesen sein, auch wenn von seinen eigenen Arbeiten nur die Bemalung von Uhrtafeln und Türen, die Bemalung von Musterfiguren für Hofkleidungen, sowie die Fassung (d. i. Bemalung) von mehreren Grabdenkmälern (u. a. von Graf Ludwig, Herzog Ulrich, Herzogin Sabine [zusammen mit Hans Gerngroß]) in Tübingen urkundlich bekannt sind. Zwar sind die Fassungen inzwischen völlig verschwunden, doch weiß man, dass sie alle eine große Zurückhaltung des Malers aufwiesen. Schickhardt war sich dessen bewusst, dass es seine Aufgabe war, das Werk des Bildhauers besser zur Geltung zu bringen.
Hans Schickhardt betätigte sich aber auch als Miniatur- und Wappenmaler. In dem ältesten Tübinger Stammbuch, dem des Johann Friedrich Welser, gibt es nicht nur seinen Eintrag mit seinem Wappen und einer wenig geschickten Allegorie der Hoffnung von 1570. Die meisten überwiegend etwas unbeholfenen Wappenzeichnungen und allegorischen Darstellungen darin könnten von Schickhardt stammen.

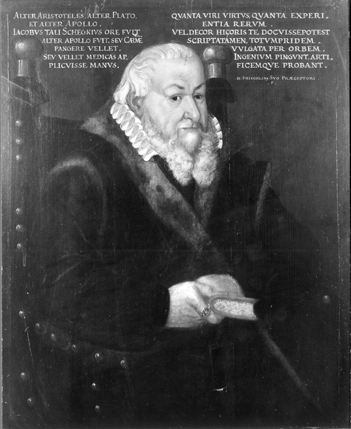
Jakob Degen, ältestes Gemälde der Tübinger Professorengalerie, 1578, vermutlich von Hans Schickhardt

Aufgrund der Tatsache, dass zu diesem Zeitpunkt außer Schickhardt nur Jacob Züberlin und Philipp Renlin als Maler in Tübingen tätig waren, aber ihre Bilder einen anderen Charakter zeigen, wird ihm das älteste Porträt der Tübinger Professorengalerie, das 1578 entstandene Porträt des Jacob Schegk, zugeschrieben. Da keine vergleichbaren Arbeiten von Schickhardt (außer der nur teilweise zu berücksichtigenden Gedächtnistafel für Jacob Beurlin) bekannt und urkundlich solche Arbeiten von ihm nicht erwähnt sind, lässt sich diese Zuschreibung nicht bekräftigen.
Auch danach gibt es Nachweise seiner handwerklichen Tätigkeit: 1582/83 musste er etliche Hirschköpfe für das Waldenbucher Schloss „malen und anstreichen“.
Hans Schickhardt war in erster Ehe mit Margreta Mayenküchlerin († 10. Oktober 1571) aus einem Herrenberger Geschlecht verheiratet. Mit ihr hatte er sieben Söhne und vier Töchter, die alle jung verstorben waren. Nach dem Tod seiner ersten Frau heiratete Schickhardt 1572 Ursula Laubin. In dieser Ehe wurden ihm vier Töchter und ein Sohn namens Apelles geboren. Drei der Töchter heirateten Geistliche, was das hohe Ansehen der Familie bezeugt. Das hohe Ansehen Schickhardts bezeugt vielleicht noch überzeugender die Tatsache, dass er in der Stiftskirche begraben wurde.